# Cărand, Arad
Cărand (în maghiară: Hévízkáránd) este satul de reședință al comunei cu același nume din județul Arad, Crișana, România.

## Așezare
Localitatea Cărand este situată în nordul Depresiunii Sebiș, la poalele Munților Codru-Moma, la o distanță de 80km față de municipiul Arad .

## Istoric
Prima atestare documentară a localității Cărand datează din anul 1429. Satul Seliștea este atestat documentar în anul 1552.

## Economie
Deși economia este una predominant agrară, în ultima perioadă sectorul economic secundar și terțiar au avut evoluții ascendente.

## Turism
Rezervațiile naturale Pădurea Sâc, în suprafață de 17,8 ha si pădurea de stejar pufos în suprafață de 2,1 ha, la care se adaugă și izvoarele de apă termală sunt obiectivele turistice de primă importanță ale așezării.